# Eric Mochalski
Eric Daniel Mochalski (Manhattan Beach, 31 luglio 1992) è un pallavolista statunitense.
Gioca nel ruolo di centrale e opposto nella Tuscania.

## Carriera
La carriera di Eric Mochalski, figlio dell'ex pallavolista David Mochalski, inizia nei tornei scolastici californiani, giocando con la Mira Costa High School. Concluse le scuole superiori gioca a livello universitario, partecipando alla NCAA Division I dal 2011 al 2014 con la Stanford University; in questo periodo fa inoltre parte della nazionale statunitense Under-21, vincitrice della medaglia d'oro al campionato nordamericano 2010.
Nella stagione 2014-15 firma il suo primo contratto professionistico in Slovenia, dove difende i colori dell'ACH Volley in 1. DOL: resta legato al club per un biennio, aggiudicandosi due scudetti e due edizioni della Middle European League. Nella stagione 2016-17 si trasferisce in Repubblica Ceca, partecipando alla Extraliga col Karlovarsko, che tuttavia lascia nel 2017, approdando al Raision Loimu, nella Lentopallon Mestaruusliiga finlandese, per il resto dell'annata.
Nel campionato 2017-18 viene ingaggiato nella Serie A2 Italiana dalla Tuscania.

## Palmarès

### Club
- Campionato sloveno: 2

2015-16, 2016-17
- Middle European League: 2

2015-16, 2016-17

### Nazionale (competizioni minori)
- Campionato nordamericano Under-21 2010